# Danh sách thành phố México
Dưới đây là danh sách các khu vực hợp nhất đông dân nhất Mexico theo điều tra dân số năm 2010 của México. Theo định nghĩa của Cục Điều tra dân số của Viện Quốc gia về Thống kê và Địa lý (Instituto Nacional de Estadística y Geografía). 

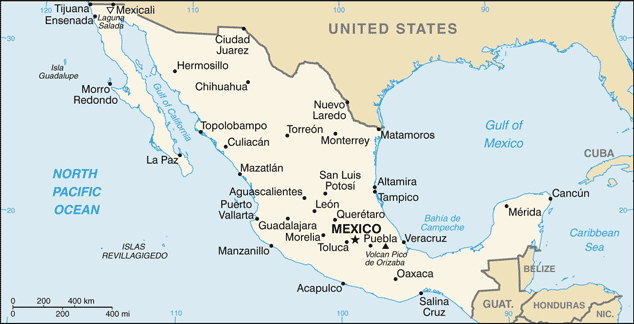
Bản đồ México

## Các khu vực hợp nhất với dân số trên 100.000 người

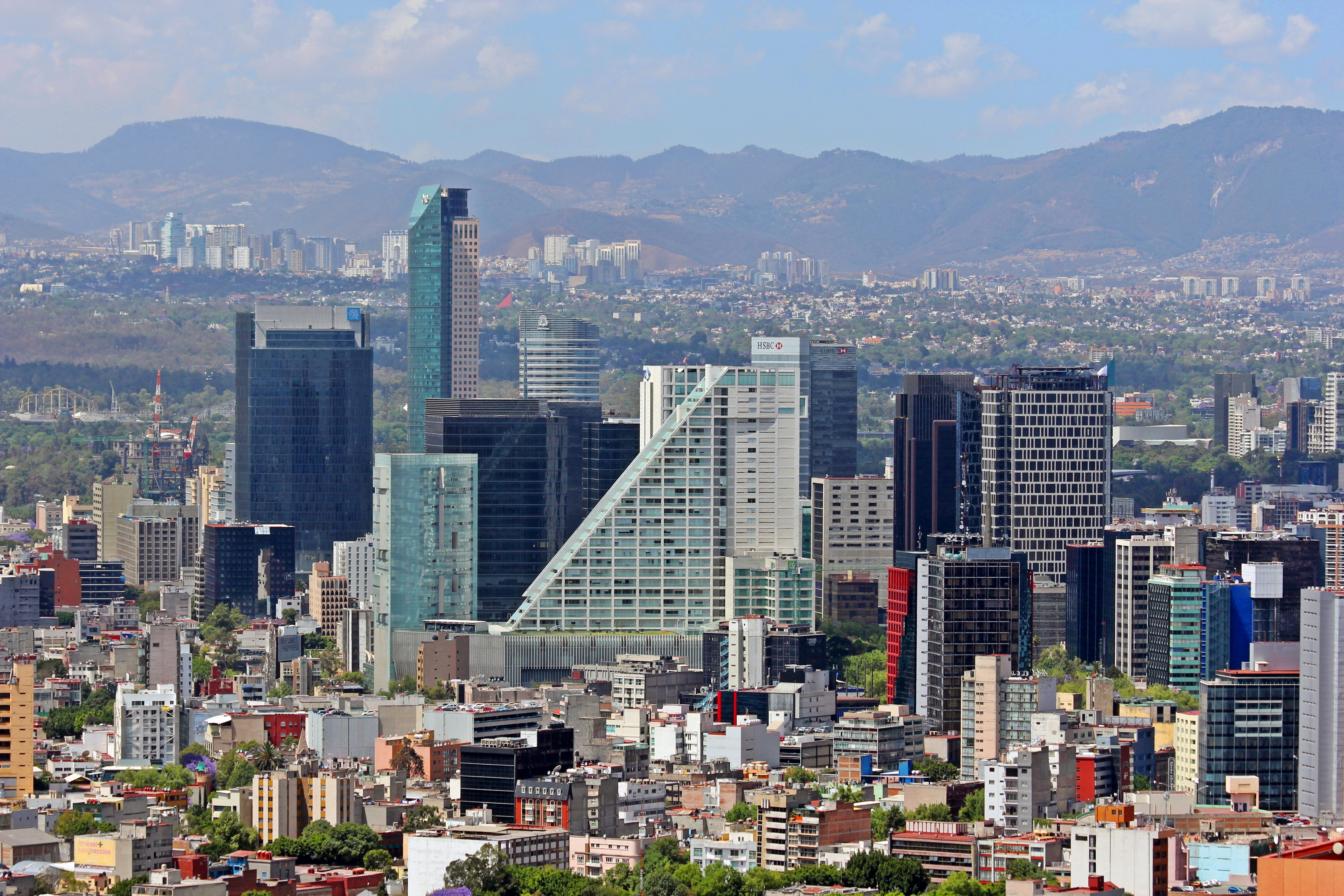
1 – Thành phố México.

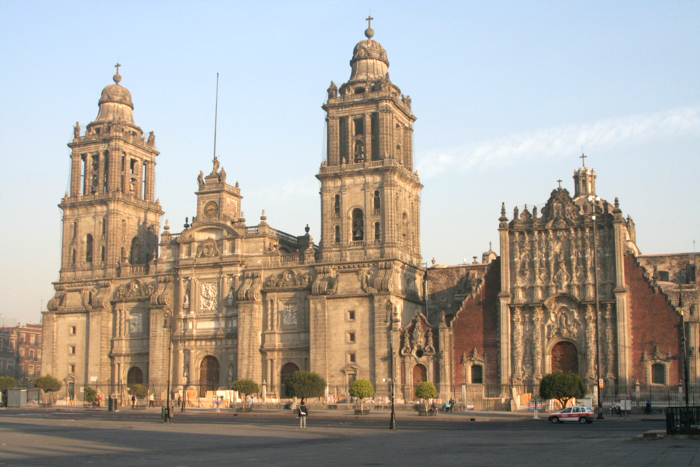
2 - Ecatepec de Morelos.

3 – Tijuana, Baja California.

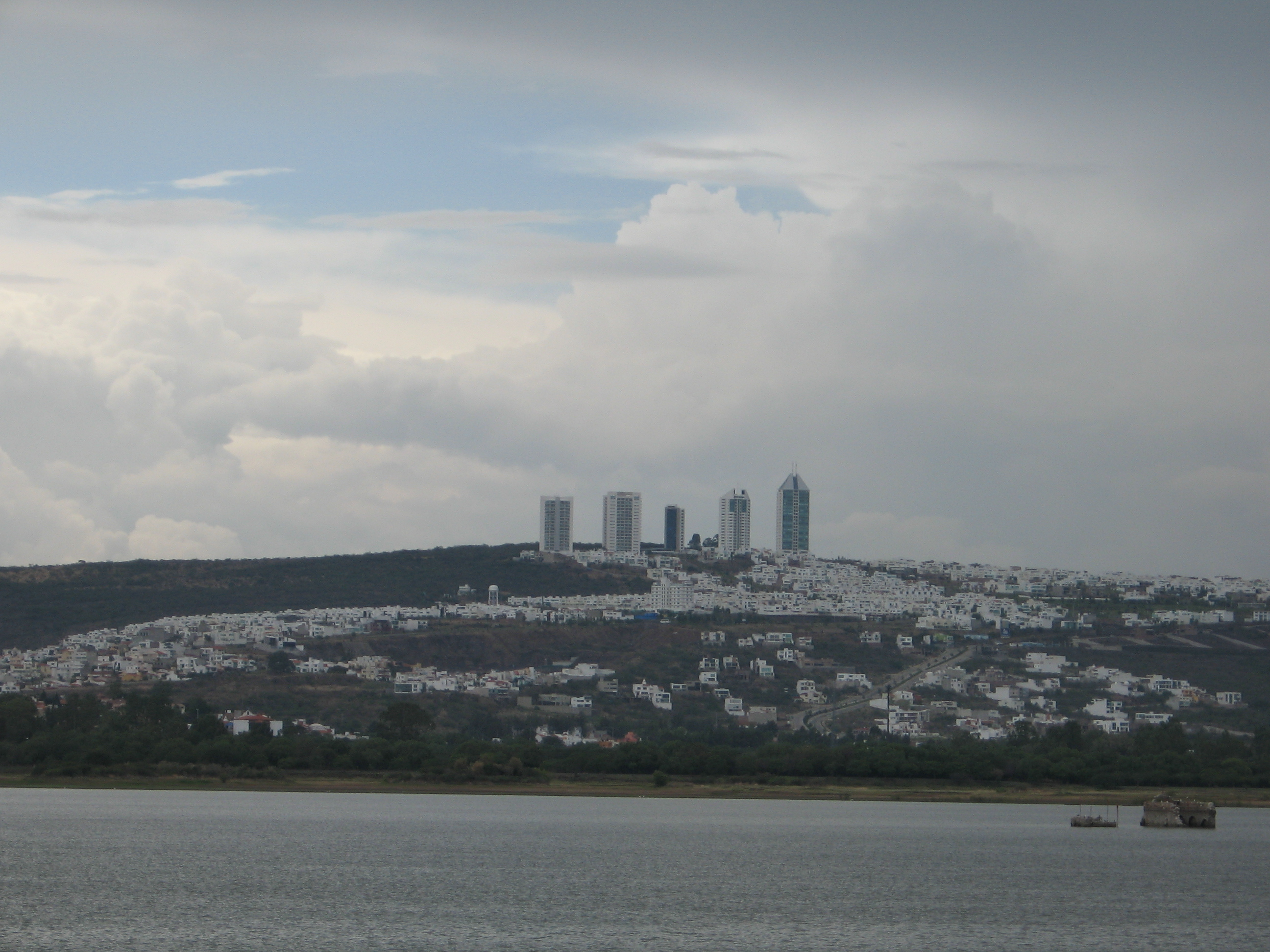
6 – León, Guanajuato.

8 – Zapopan, Jalisco.

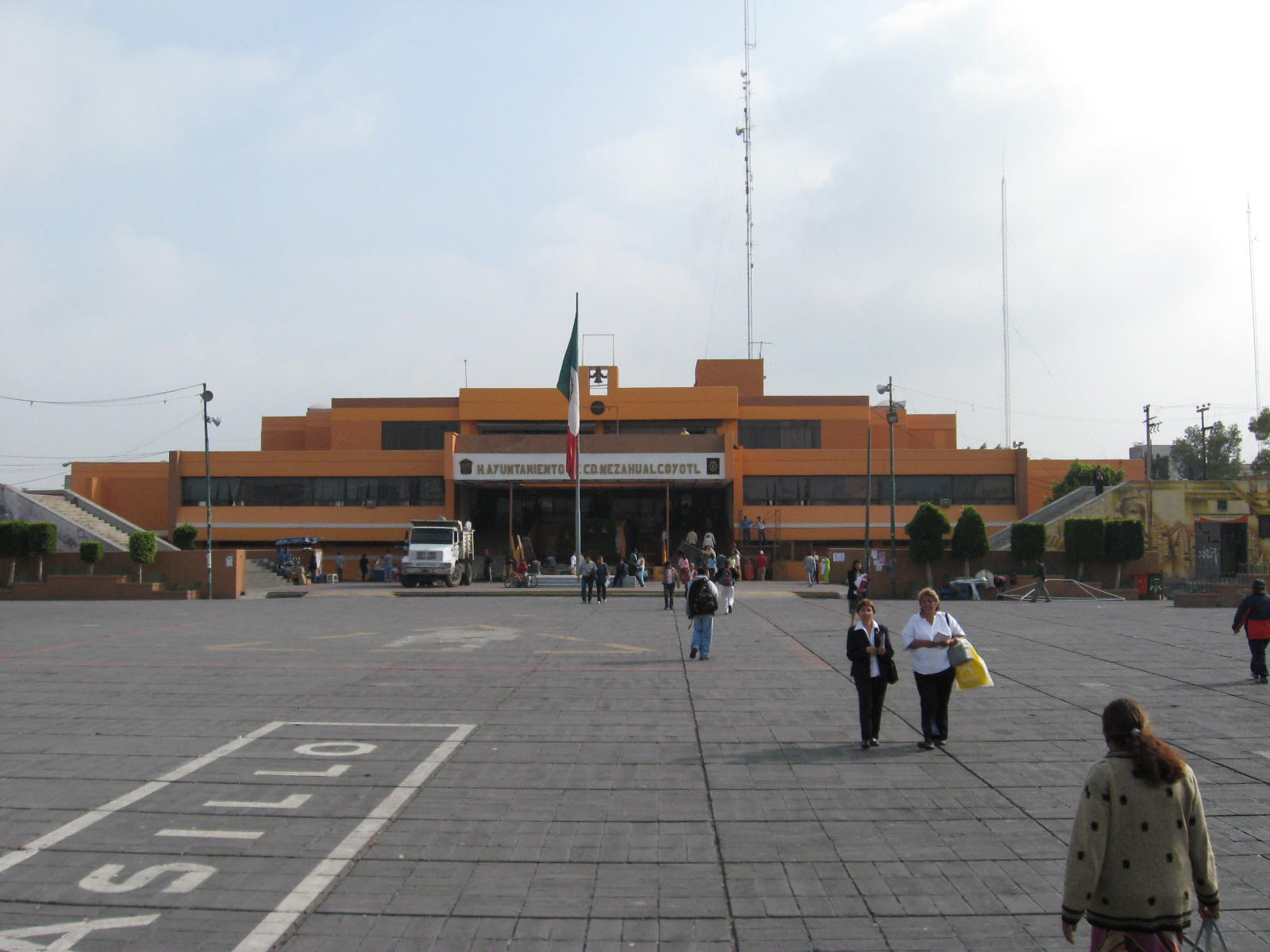
10 - Nezahualcóyotl, bang México.

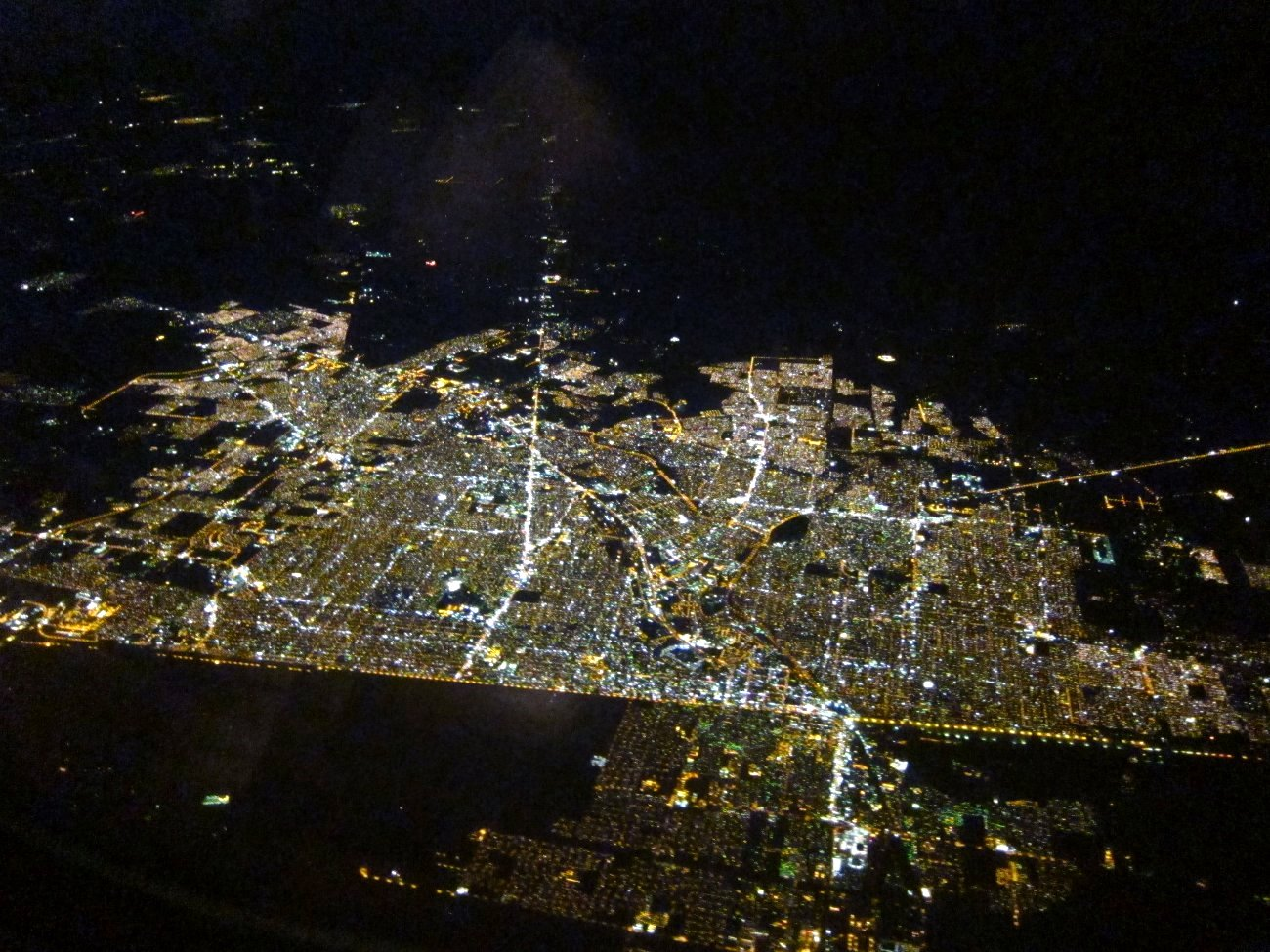
11 - Mexicali, Baja California.

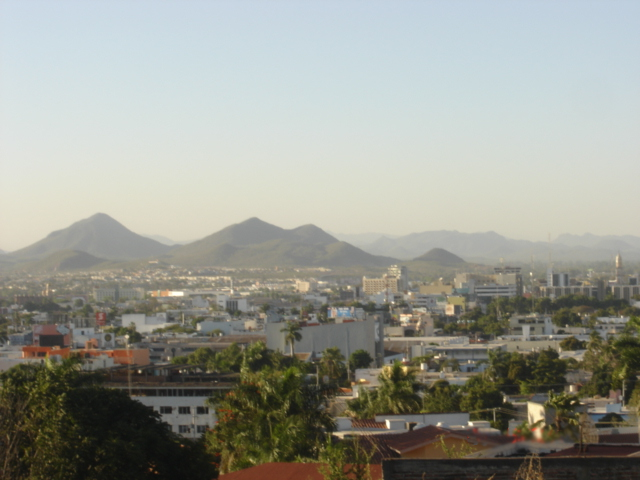
12 - Culiacan, Sinaloa.

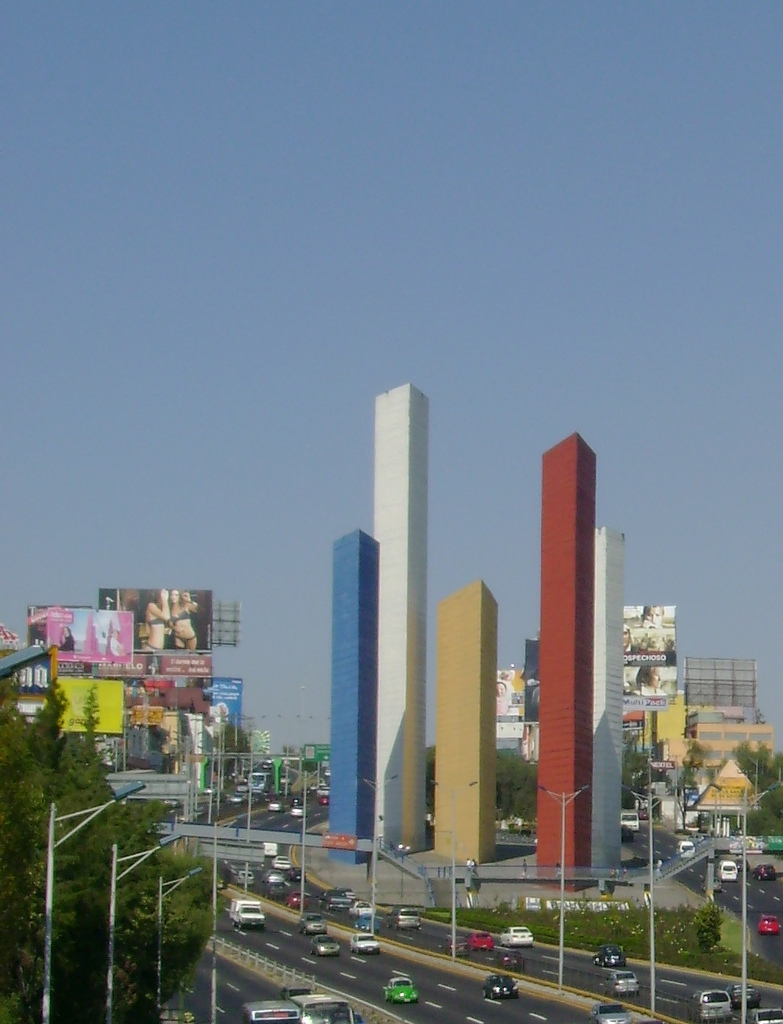
13 - Naucalpan de Juárez.

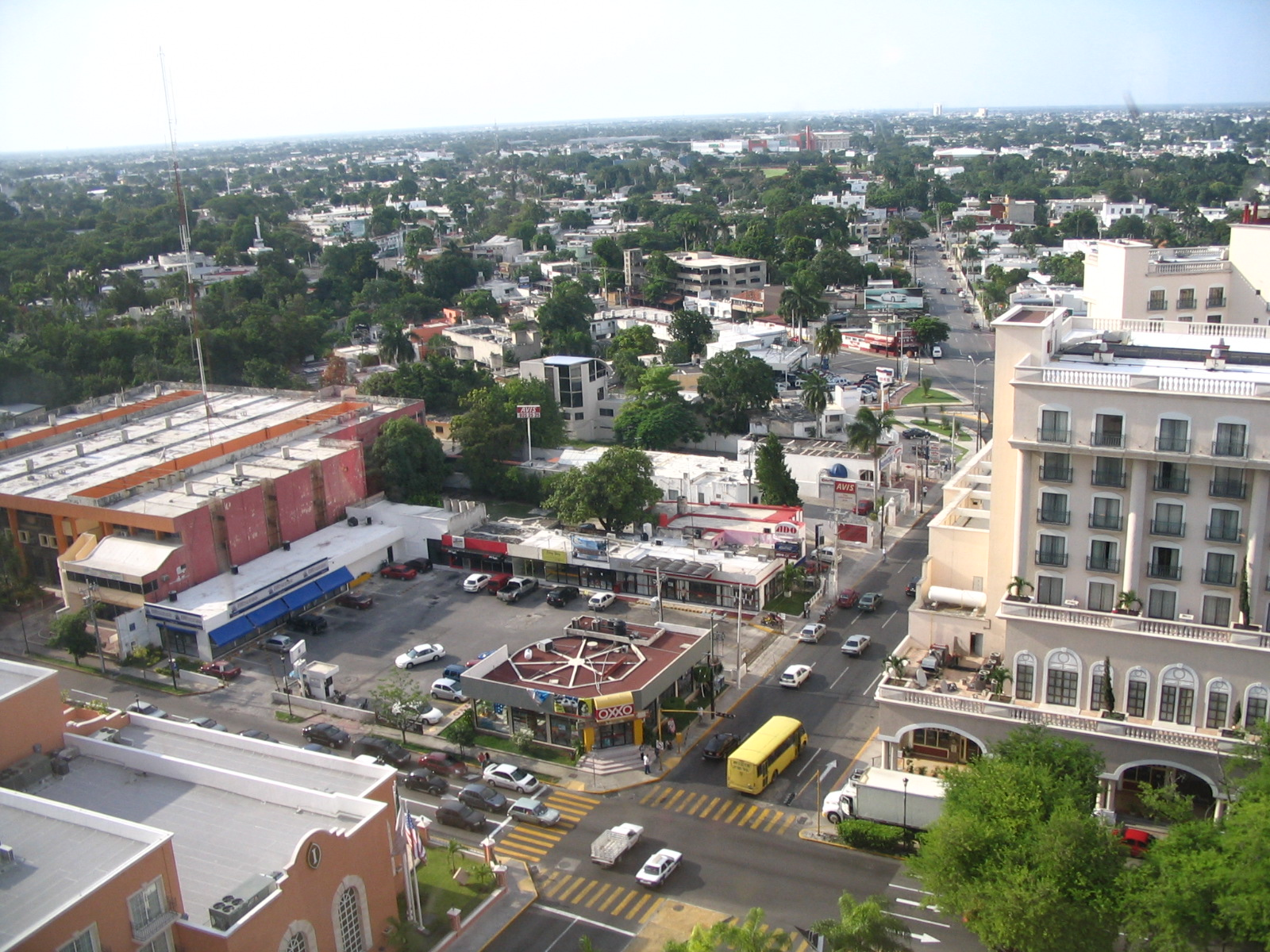
14 - Mérida, Yucatán.

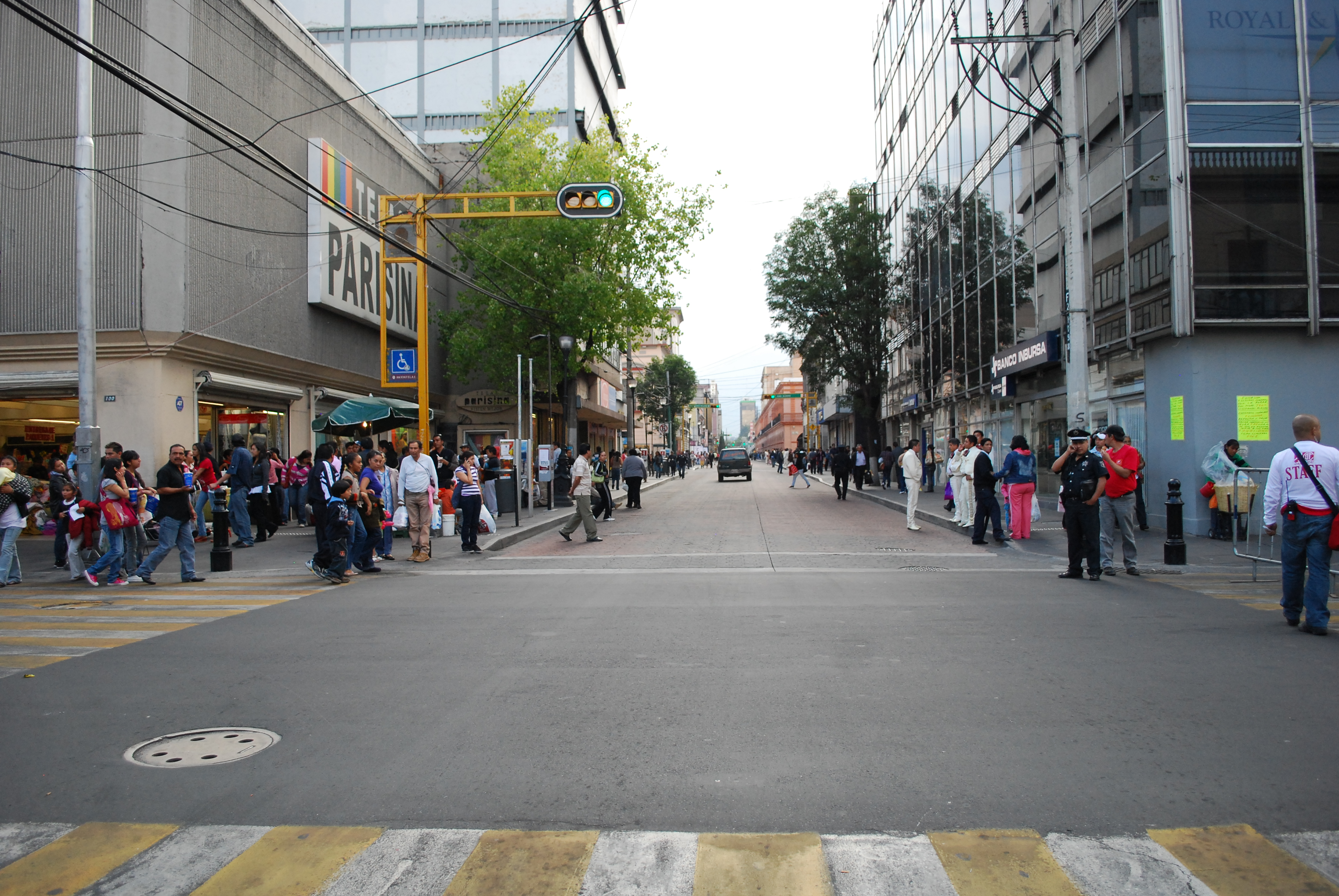
15 – Toluca, Bang México.

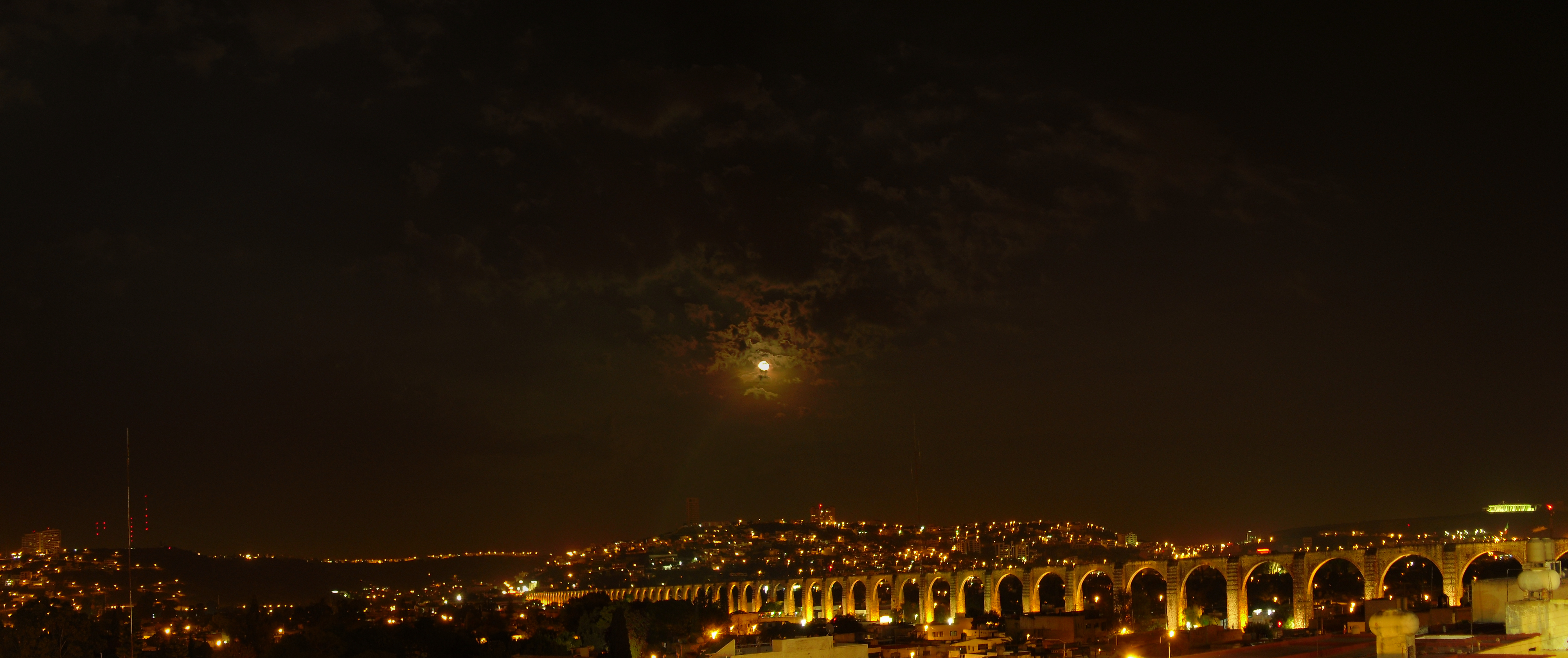
17 - Querétaro, Querétaro.

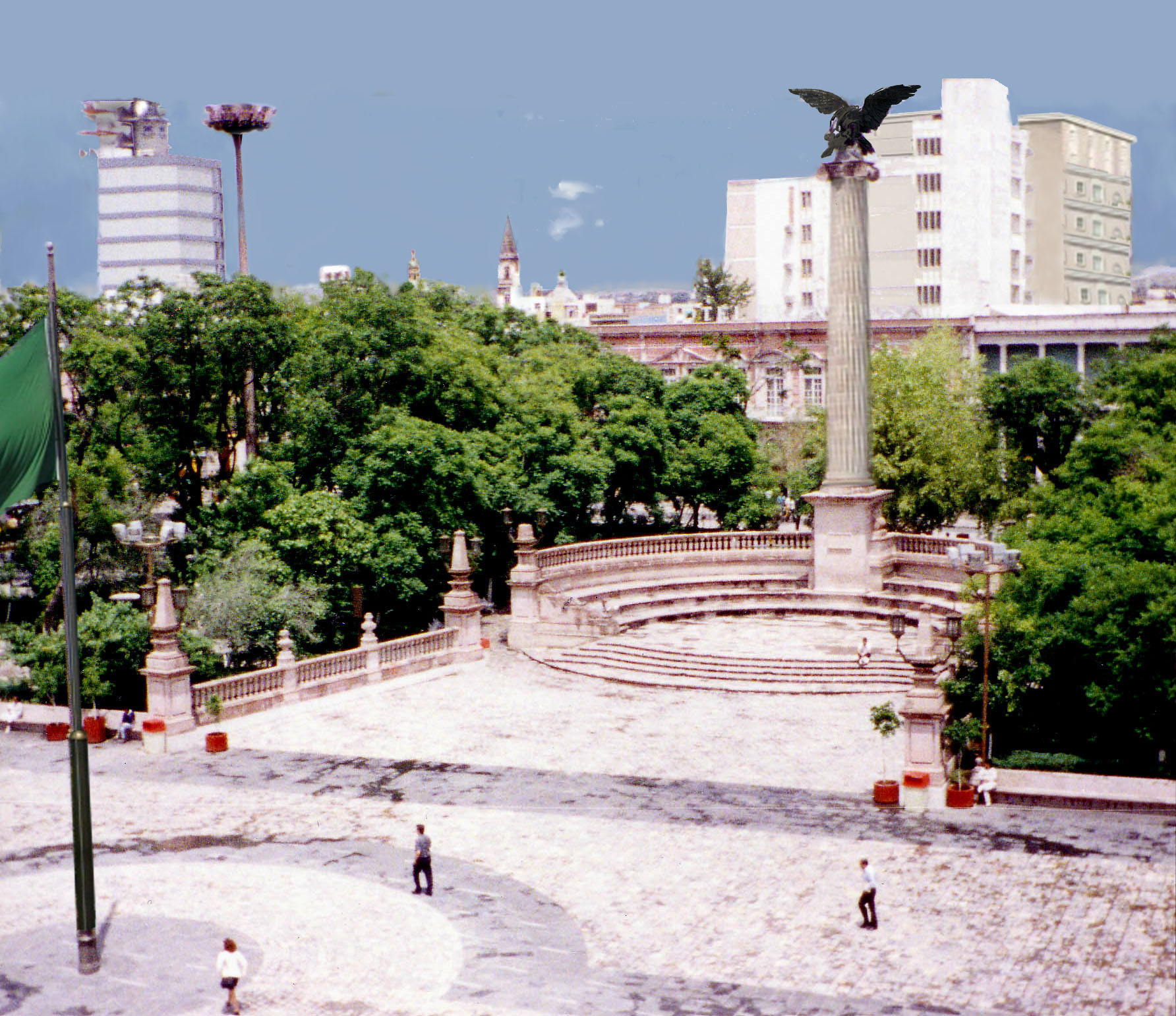
18 - Aguascalientes, Aguascalientes.

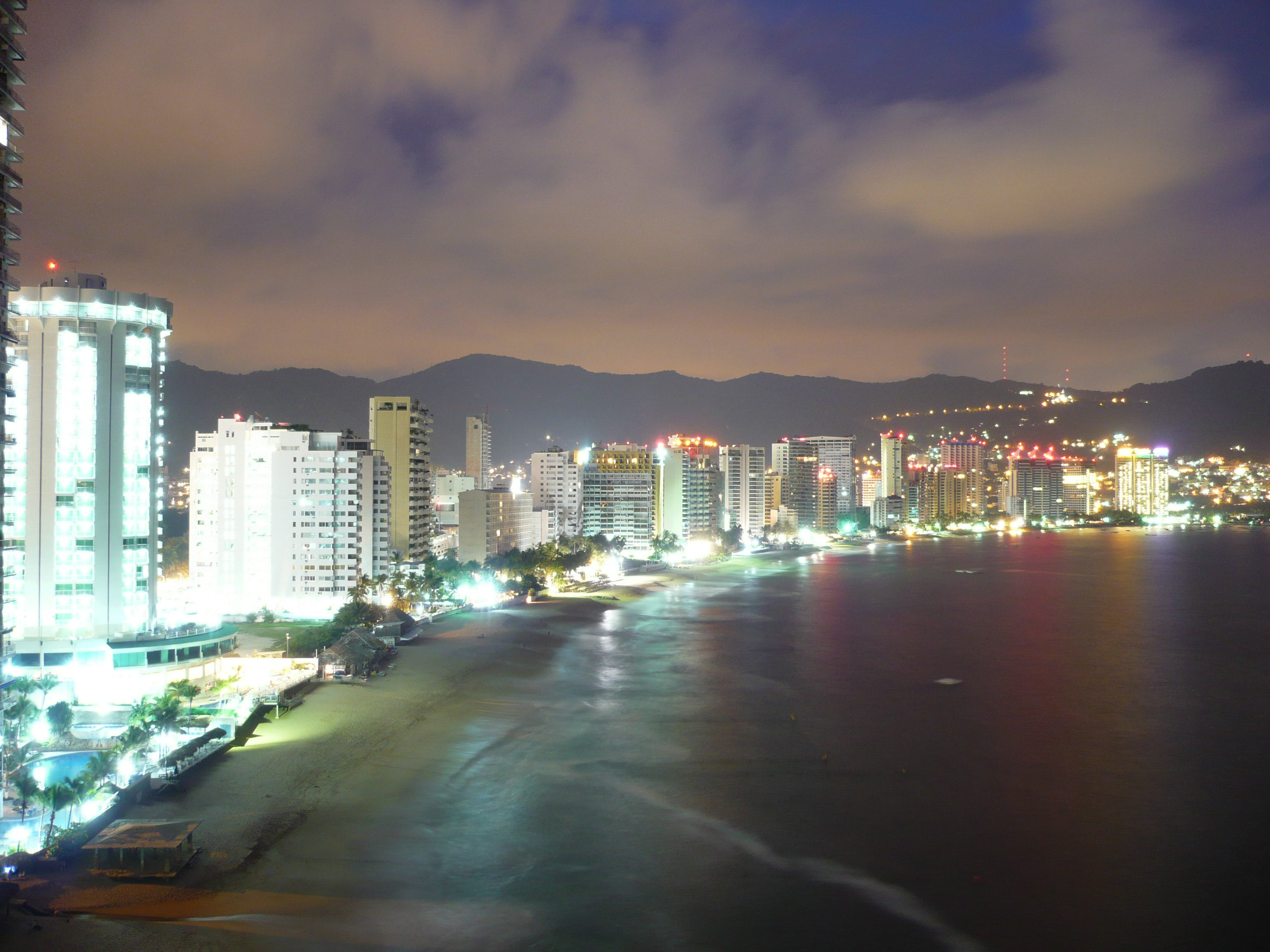
19 – Acapulco, Guerrero.

20 – Hermosillo, Sonora.

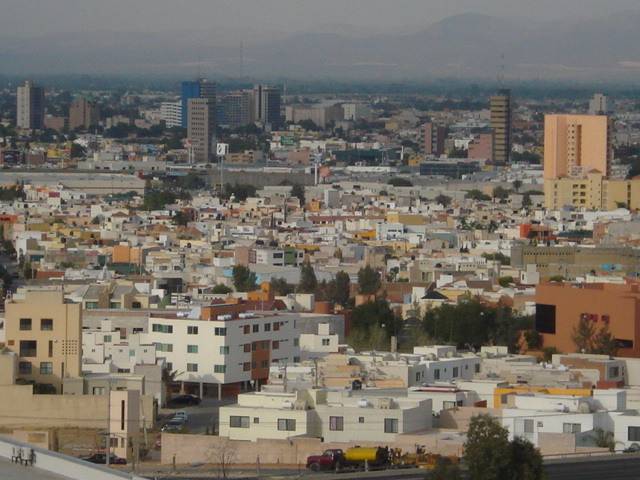
21 – San Luis Potosí, San Luis Potosí.

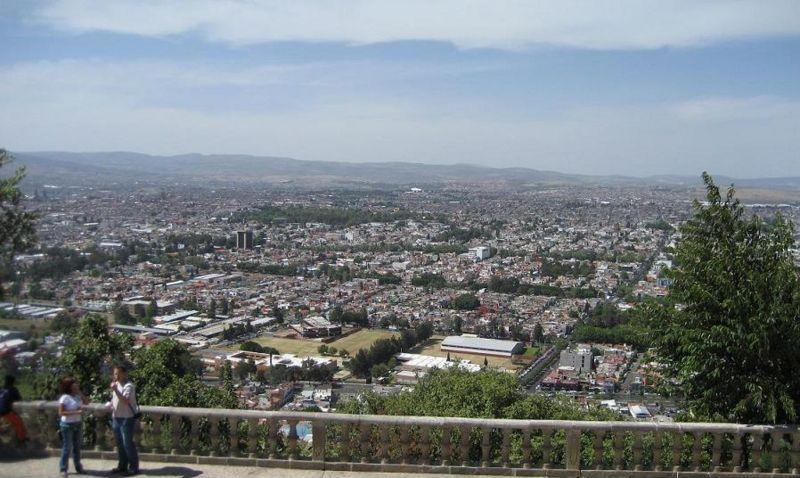
22 - Morelia, Michoacán.

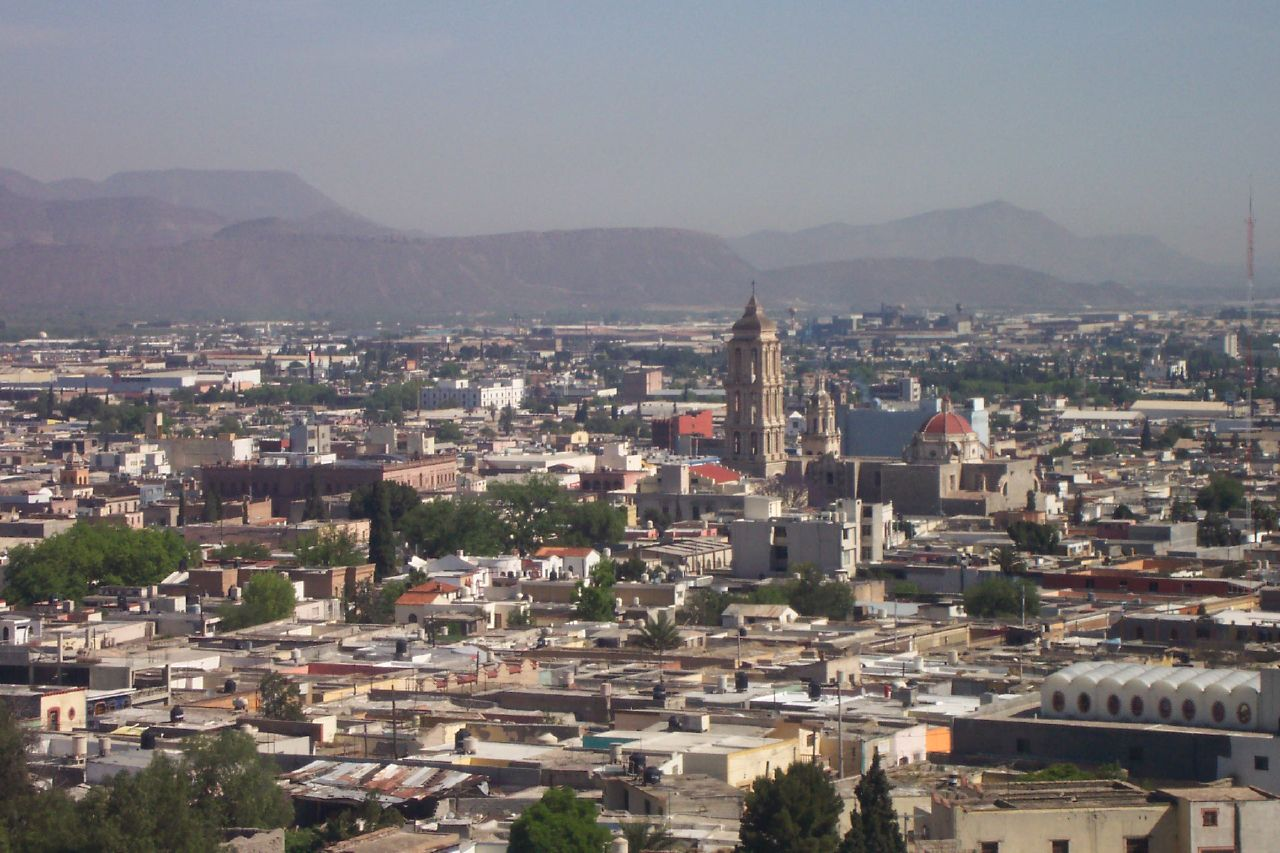
23 – Saltillo, Coahuila.

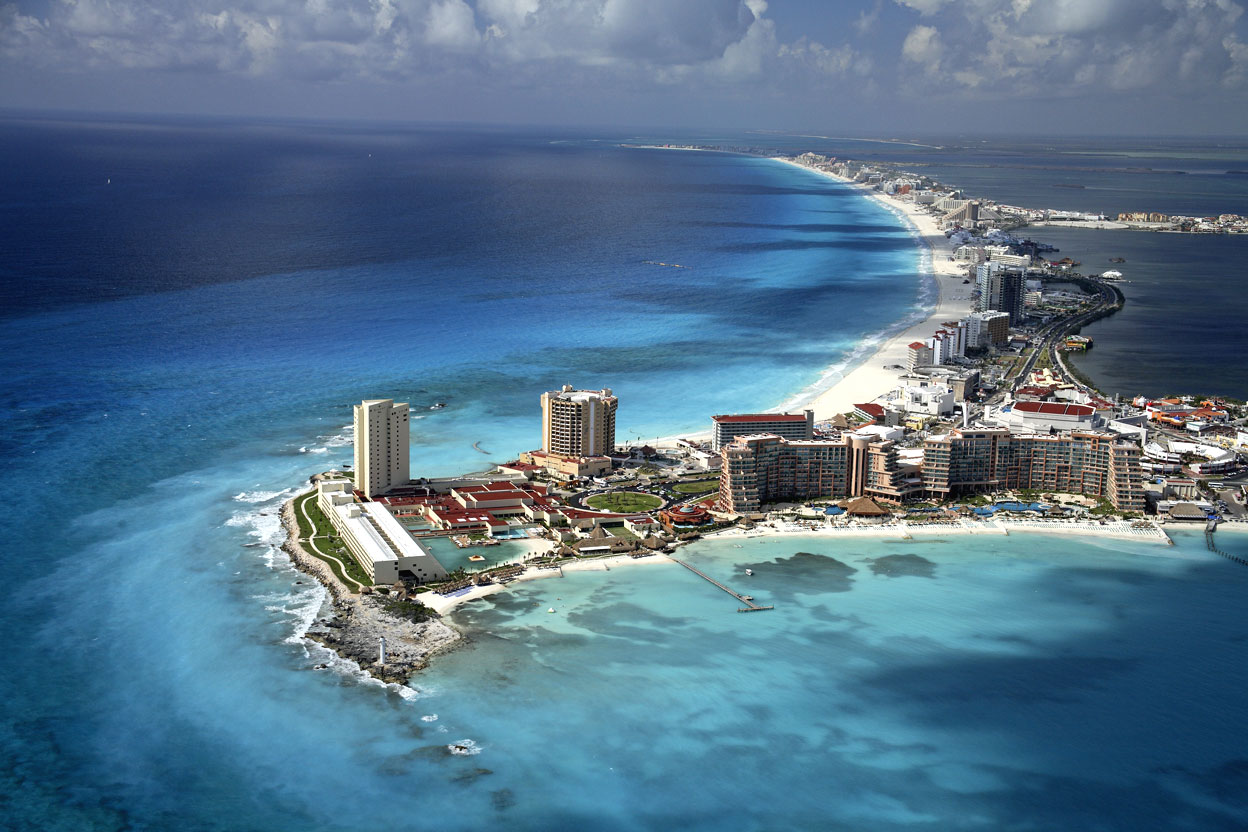
26 – Cancún, Quintana Roo.

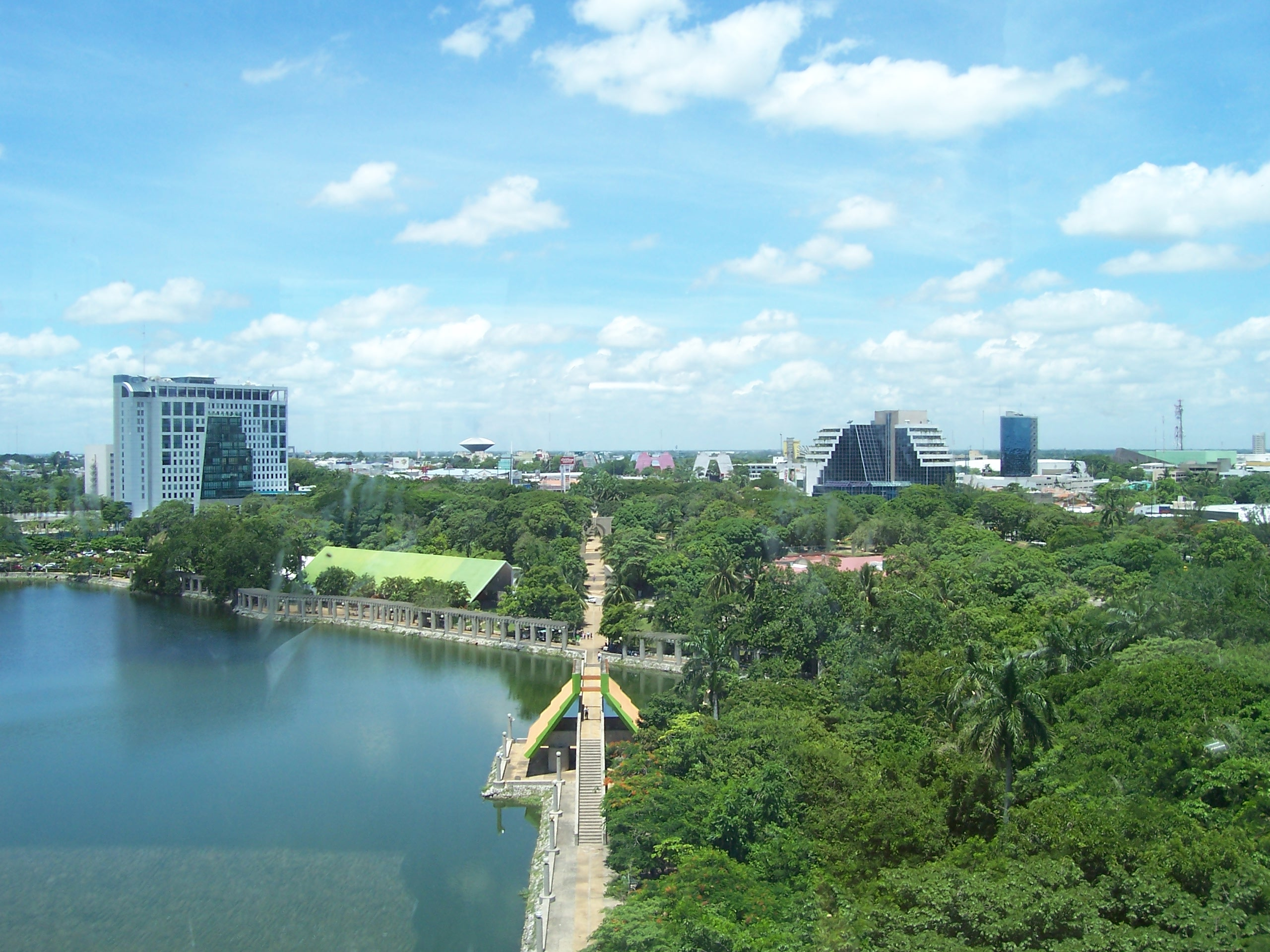
27 – Villahermosa, Tabasco.

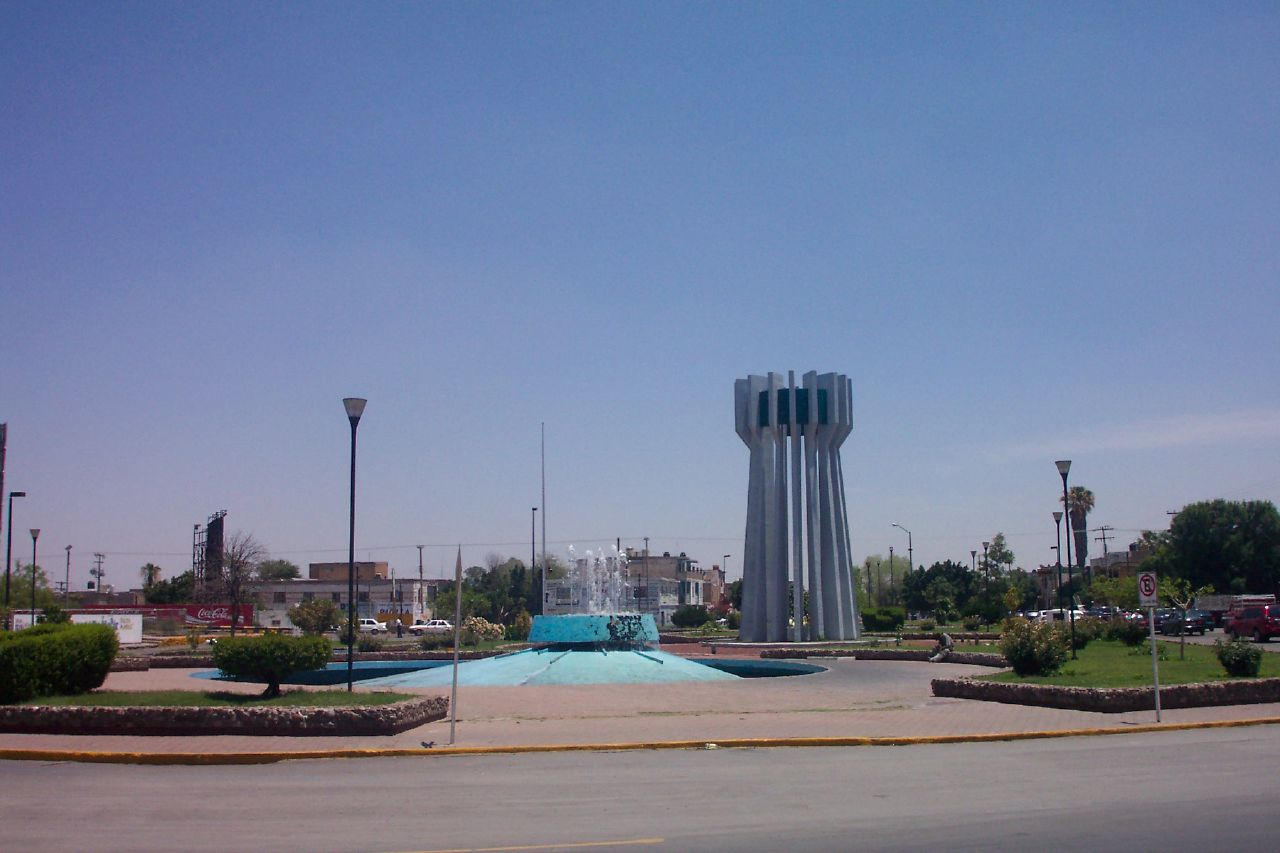
28 - Torreón, Coahuila.

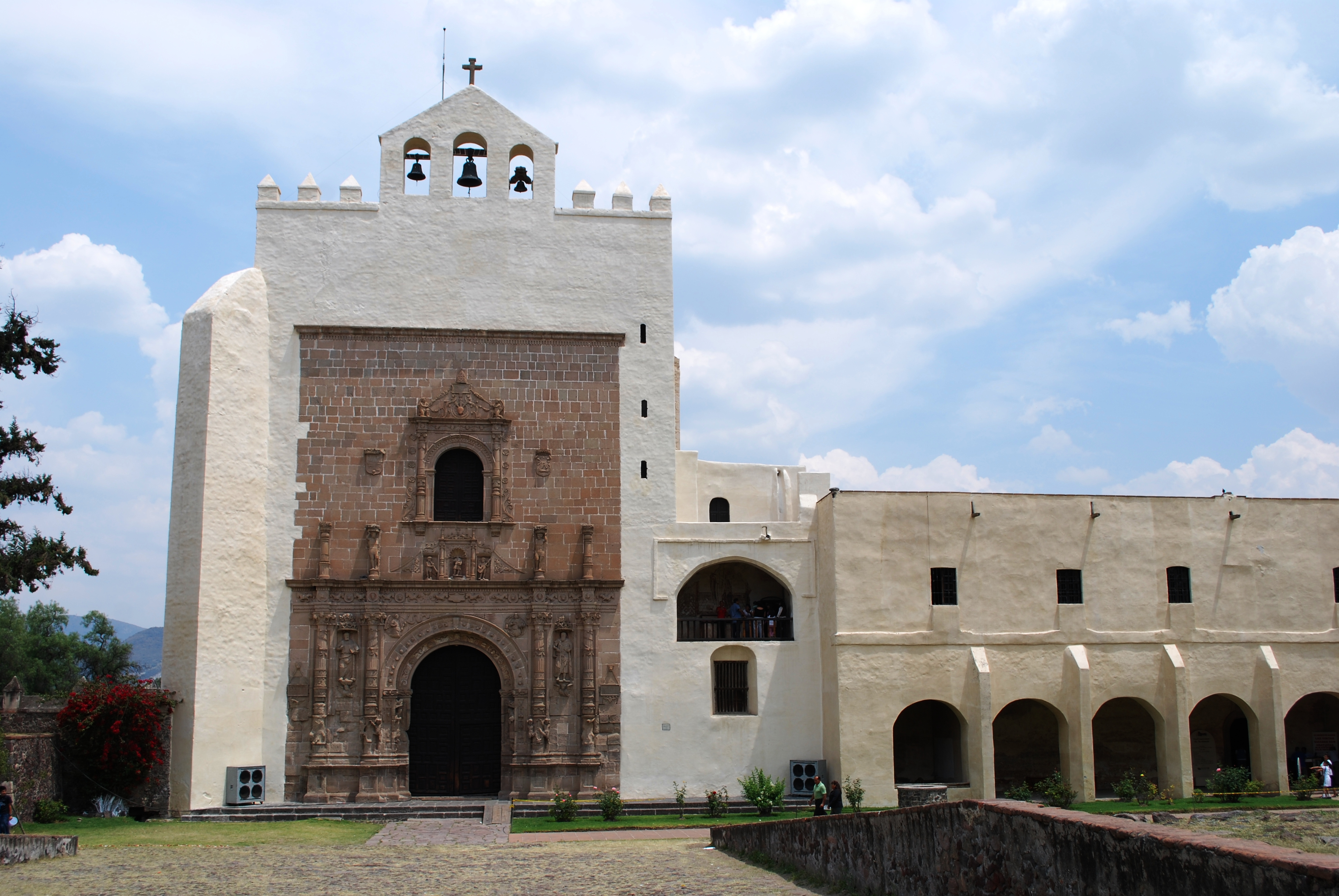
29 - Chimalhuacán, bang México.

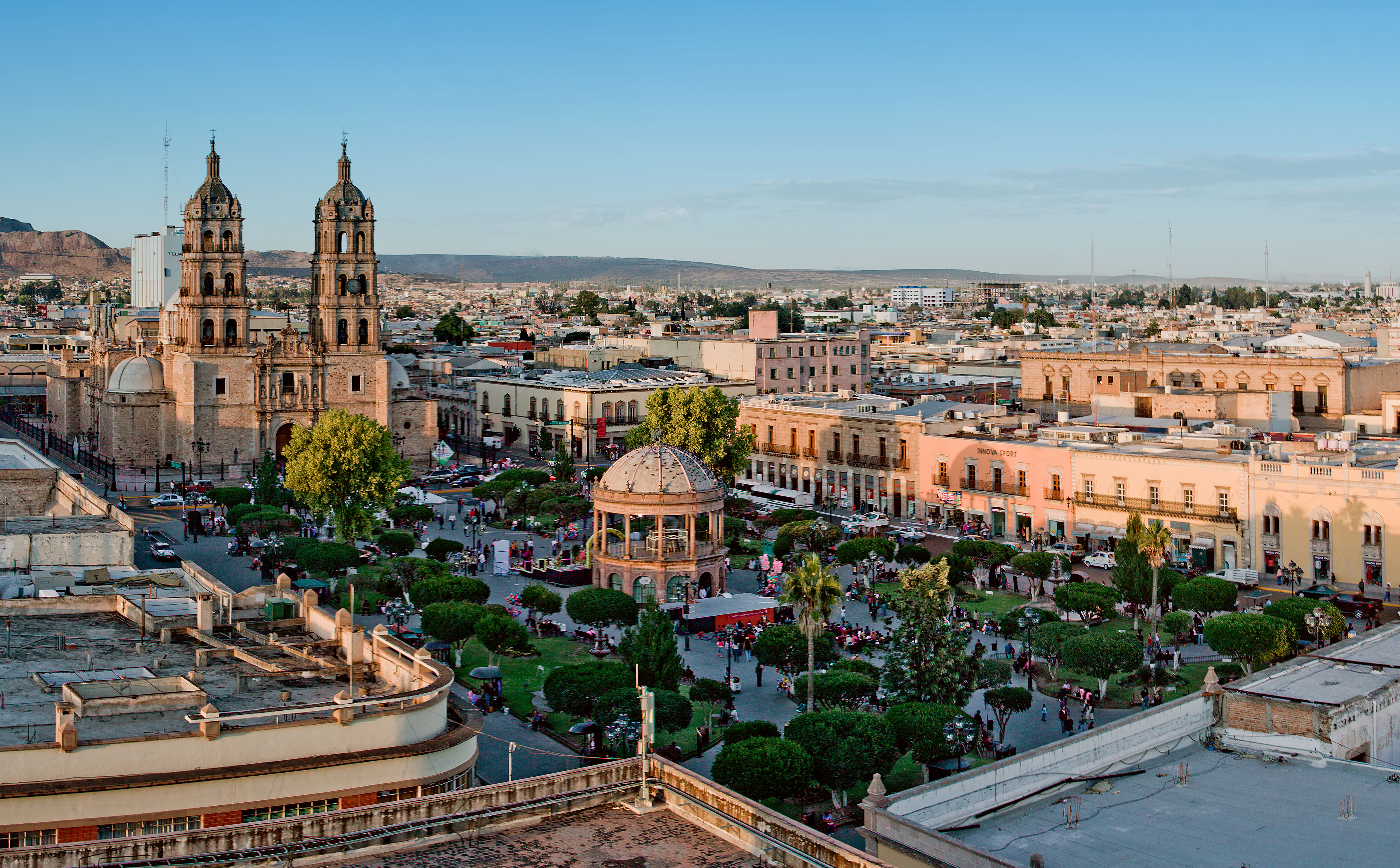
32 – Durango, Durango.

34 – Veracruz, Veracruz.

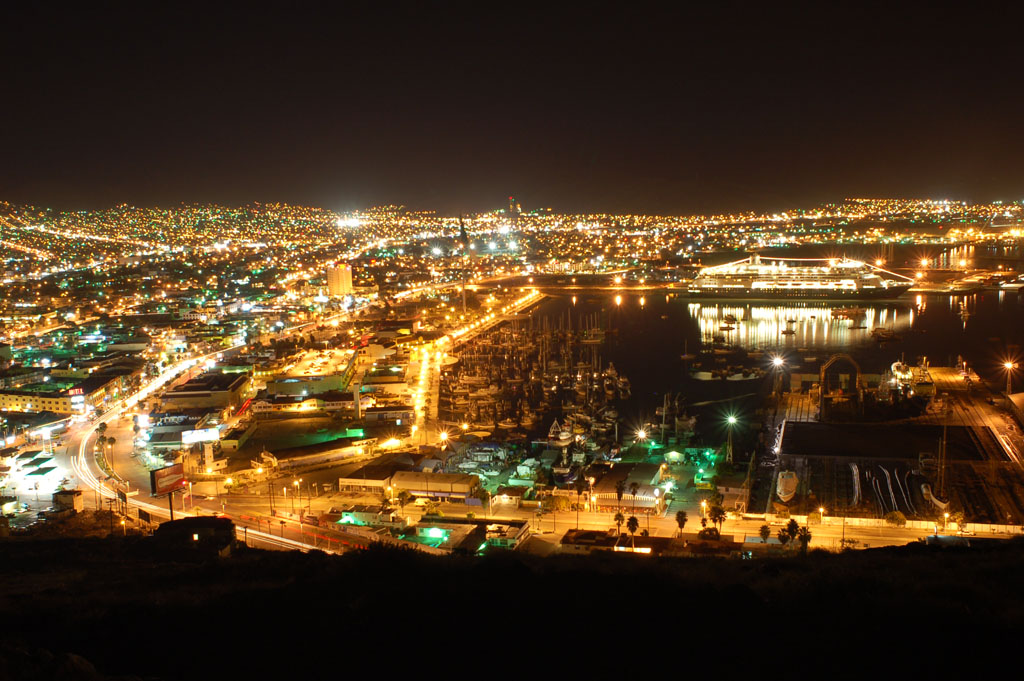
43 – Ensenada, Baja California.

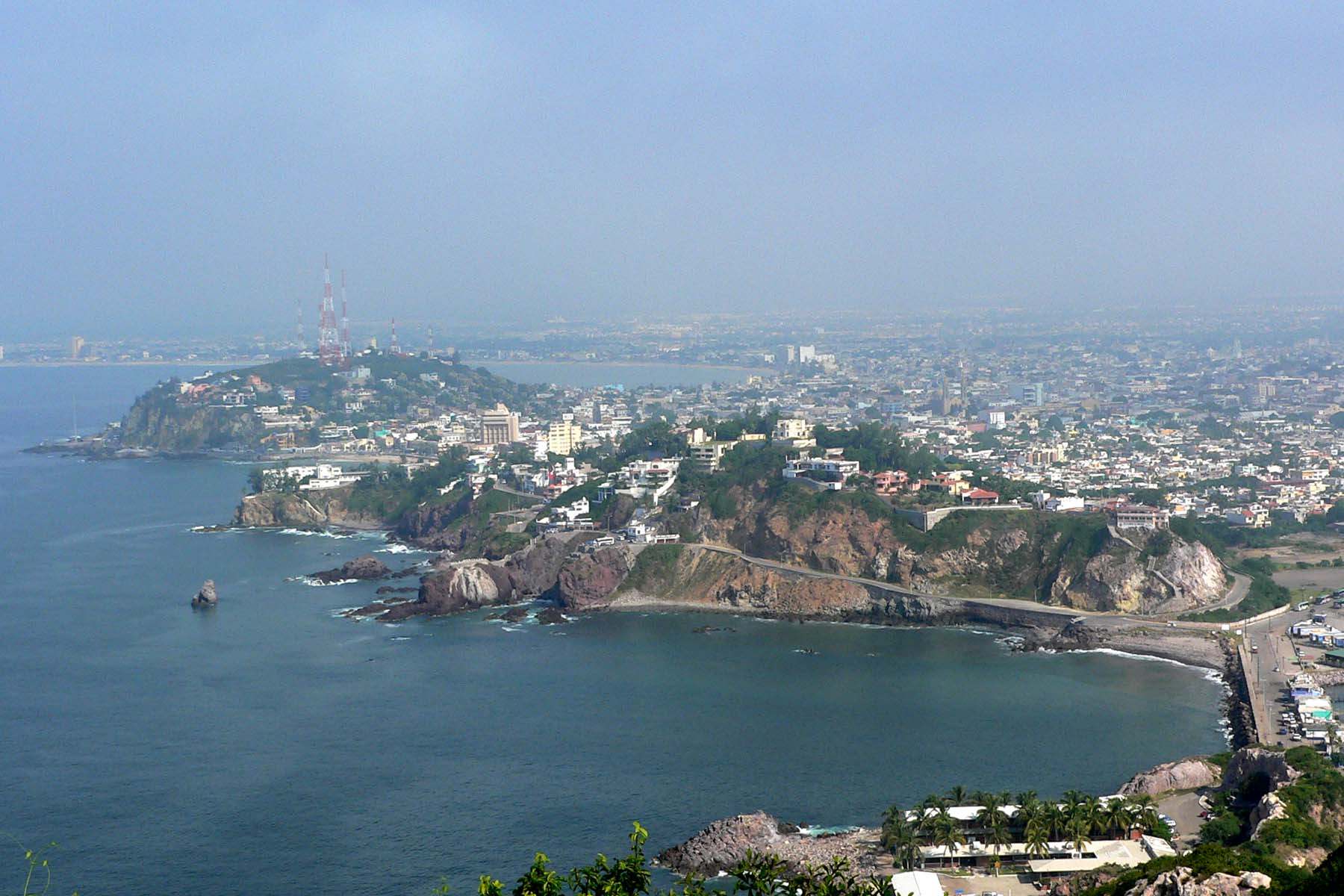
46 – Mazatlán, Sinaloa.

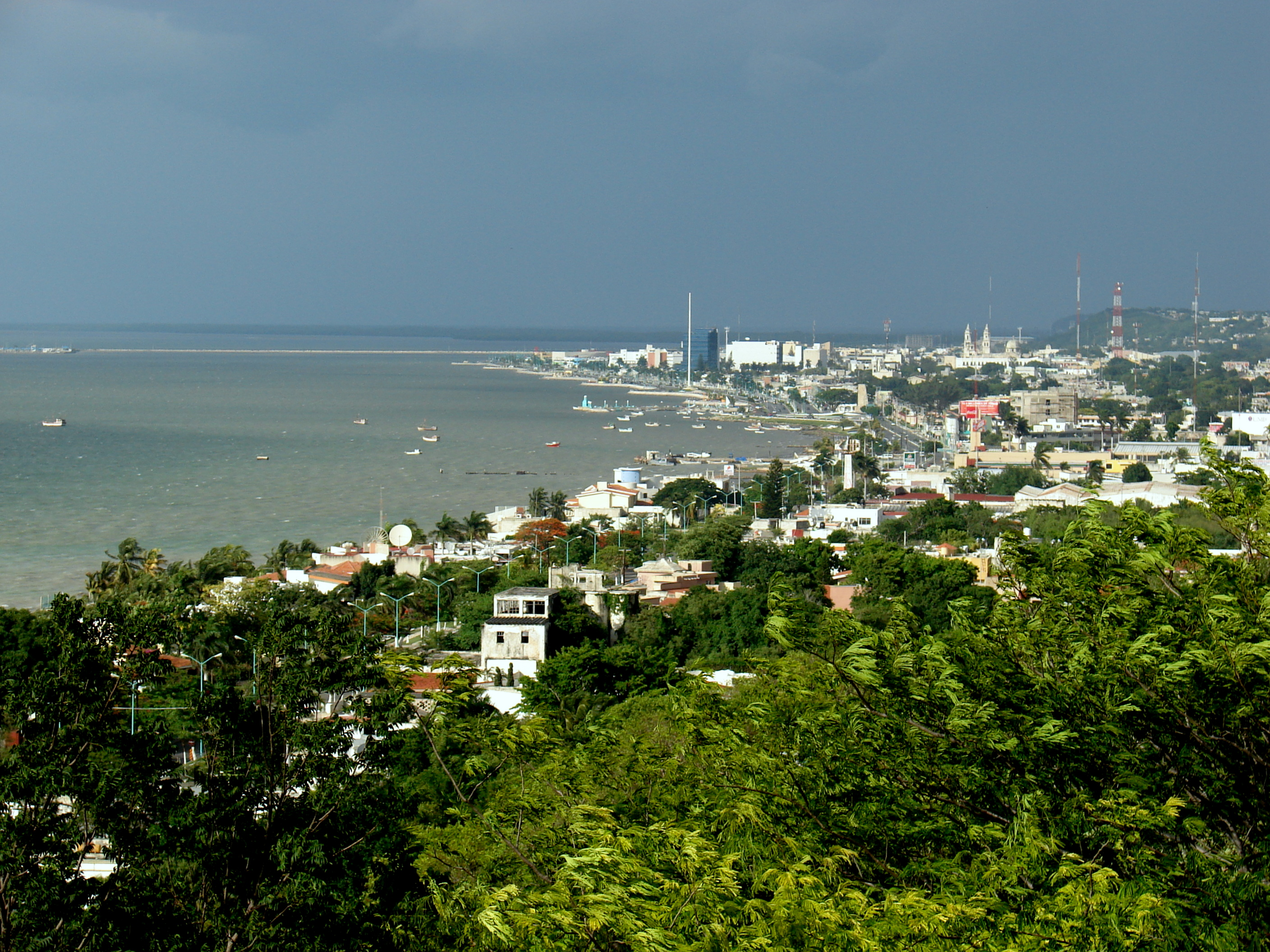
72 – Campeche, Campeche.

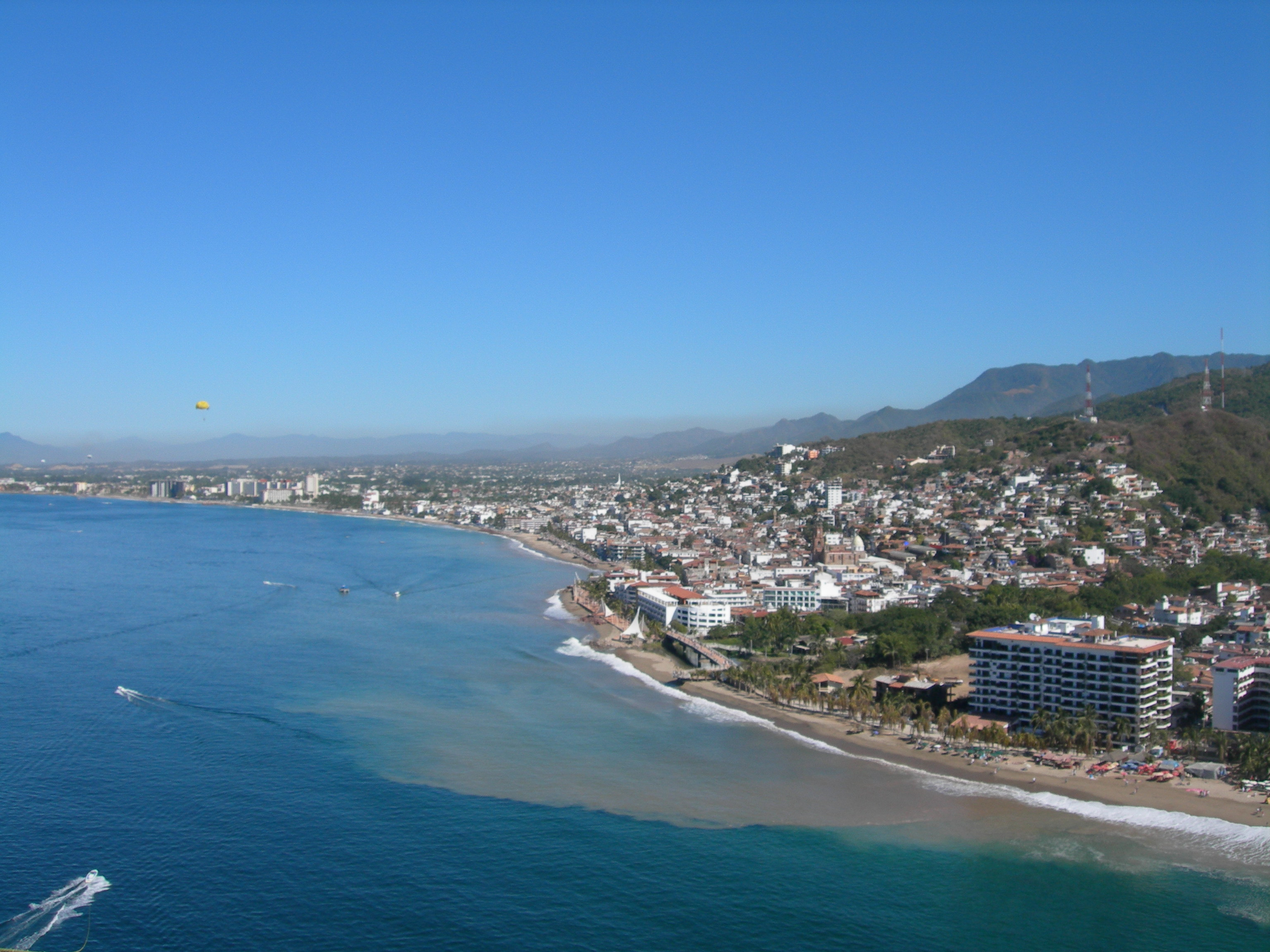
74 – Puerto Vallarta, Jalisco.

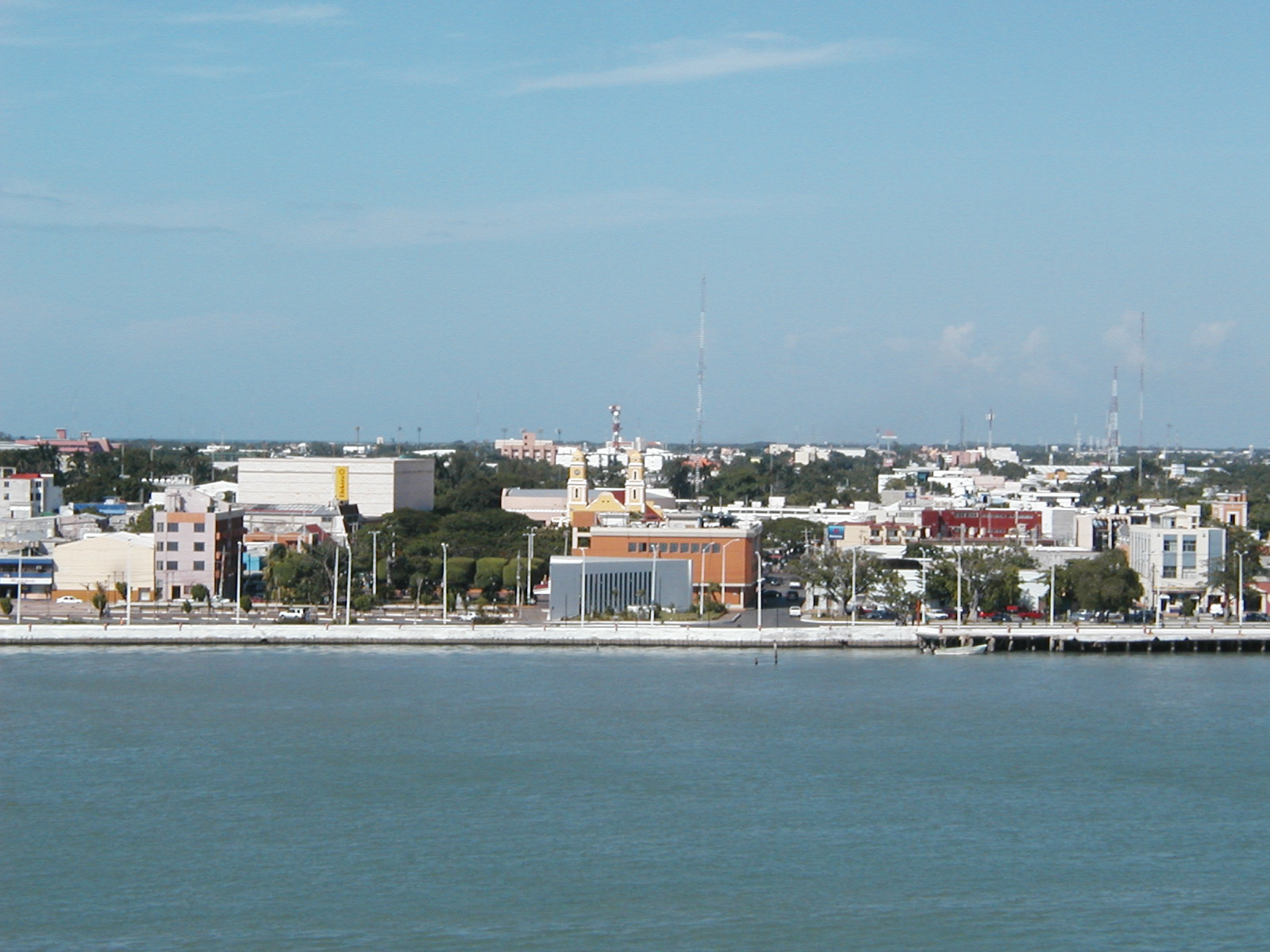
84 – Ciudad del Carmen, Campeche.

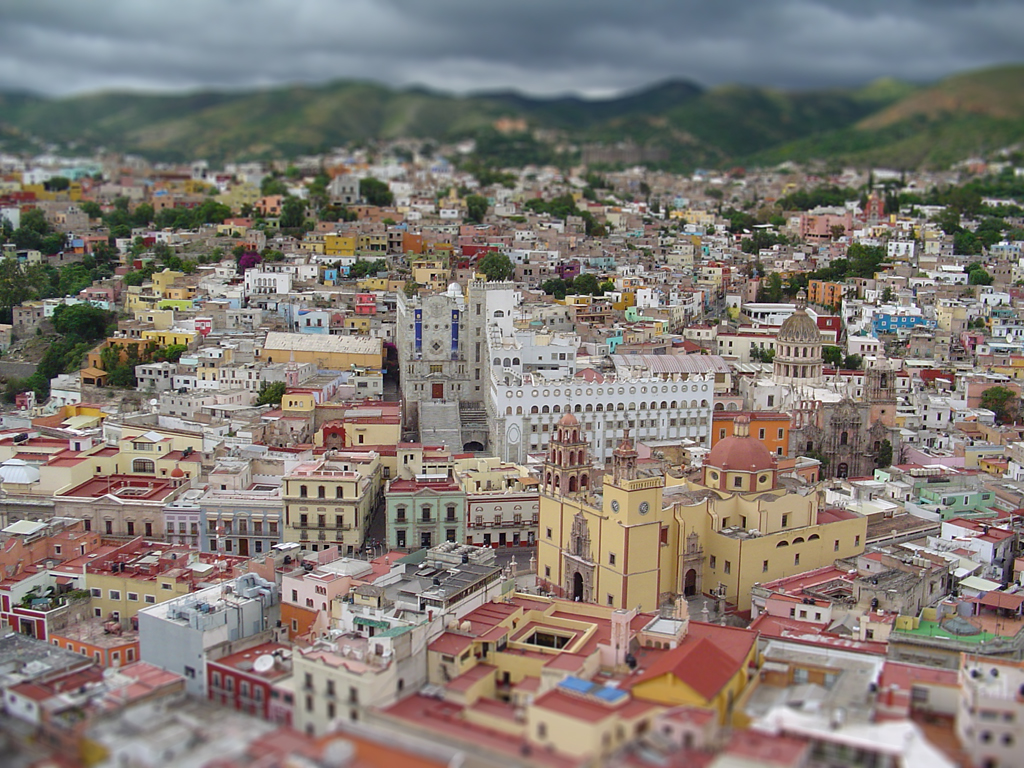
104 – Guanajuato, Guanajuato.

| Hạng | Khu tự quản                 | Thực thể liên bang  | Dân số    |
| ---- | --------------------------- | ------------------- | --------- |
| 1    | Thành phố México            | Quận Liên bang      | 8.851.080 |
| 2    | Ecatepec de Morelos         | Bang México         | 1.656.107 |
| 3    | Tijuana                     | Baja California     | 1.559.683 |
| 4    | Puebla                      | Puebla              | 1.539.819 |
| 5    | Guadalajara                 | Jalisco             | 1.495.189 |
| 6    | Leon                        | Guanajuato          | 1.436.480 |
| 7    | Ciudad Juarez               | Chihuahua           | 1.332.131 |
| 8    | Zapopan                     | Jalisco             | 1.243.756 |
| 9    | Monterrey                   | Nuevo León          | 1.135.550 |
| 10   | Nezahualcóyotl              | Bang México         | 1.110.565 |
| 11   | Mexicali                    | Baja California     | 936.826   |
| 12   | Culiacán                    | Sinaloa             | 858.638   |
| 13   | Naucalpan de Juárez         | Bang México         | 833.779   |
| 14   | Mérida                      | Yucatan             | 830.732   |
| 15   | Toluca                      | Bang México         | 819.561   |
| 16   | Chihuahua                   | Chihuahua           | 819.543   |
| 17   | Querétaro                   | Querétaro           | 801.940   |
| 18   | Aguascalientes              | Aguascalientes      | 797.010   |
| 19   | Acapulco                    | Guerrero            | 789.971   |
| 20   | Hermosillo                  | Sonora              | 784.342   |
| 21   | San Luis Potosí             | San Luis Potosí     | 772.604   |
| 22   | Morelia                     | Michoacan           | 729.279   |
| 23   | Saltillo                    | Coahuila            | 725.123   |
| 24   | Guadalupe                   | Nuevo Leon          | 678.006   |
| 25   | Tlalnepantla de Baz         | Bang México         | 664.225   |
| 26   | Cancun                      | Quintana Roo        | 661.176   |
| 27   | Villahermosa                | Tabasco             | 640.359   |
| 28   | Torreón                     | Coahuila            | 639.629   |
| 29   | Chimalhuacán                | Bang México         | 614.453   |
| 30   | Reynosa                     | Tamaulipas          | 608.891   |
| 31   | Tlaquepaque                 | Jalisco             | 608.114   |
| 32   | Durango                     | Durango             | 582.267   |
| 33   | Tuxtla Gutiérrez            | Chiapas             | 553.374   |
| 34   | Veracruz                    | Veracruz            | 552.156   |
| 35   | Irapuato                    | Guanajuato          | 529.440   |
| 36   | Tultitlán                   | Bang México         | 524.074   |
| 37   | Apodaca                     | Nuevo León          | 523.270   |
| 38   | Atizapán de Zaragoza        | Bang México         | 489.937   |
| 39   | Matamoros                   | Tamaulipas          | 489.193   |
| 40   | Tonalá                      | Jalisco             | 478.689   |
| 41   | Celaya                      | Guanajuato          | 468.469   |
| 42   | Ixtapaluca                  | Bang México         | 467.361   |
| 43   | Ensenada                    | Baja California     | 466.814   |
| 44   | Xalapa                      | Veracruz            | 457.928   |
| 45   | San Nicolás de los Garza    | Nuevo Leon          | 443.273   |
| 46   | Mazatlán                    | Sinaloa             | 438.434   |
| 47   | Tlajomulco de Zúñiga        | Jalisco             | 416.626   |
| 48   | Los Mochis                  | Sinaloa             | 416.299   |
| 49   | Ciudad Obregón              | Sonora              | 409.310   |
| 50   | Nuevo Laredo                | Tamaulipas          | 384.033   |
| 51   | Tepic                       | Nayarit             | 380.074   |
| 52   | Nicolás Romero              | Bang México         | 366.604   |
| 53   | Cuernavaca                  | Morelos             | 364.778   |
| 54   | Tecámac                     | Bang México         | 364.589   |
| 55   | Valle de Chalco Solidaridad | Bang México         | 357.637   |
| 56   | General Escobedo            | Nuevo Leon          | 357.256   |
| 57   | Gómez Palacio               | Durango             | 328.159   |
| 58   | Ciudad Victoria             | Tamaulipas          | 321.685   |
| 59   | Tapachula                   | Chiapas             | 320.456   |
| 60   | Uruapan                     | Michoacan           | 315.329   |
| 61   | Chalco                      | Bang México         | 310.124   |
| 62   | Coatzacoalcos               | Veracruz            | 305.225   |
| 63   | Tampico                     | Tamaulipas          | 297.057   |
| 64   | Guasave                     | Sinaloa             | 285.919   |
| 65   | Coacalco de Berriozábal     | Bang México         | 278.203   |
| 66   | Tehuacán                    | Puebla              | 274.907   |
| 67   | Santa Catarina              | Nuevo León          | 270.790   |
| 68   | Soledad de Graciano Sánchez | San Luis Potosi     | 267.994   |
| 69   | Pachuca                     | Hidalgo             | 267 856   |
| 70   | Oaxaca                      | Oaxaca              | 263.145   |
| 71   | Salamanca                   | Guanajuato          | 260.759   |
| 72   | Campeche                    | Campeche            | 259.005   |
| 73   | Juarez                      | Nuevo Leon          | 256.454   |
| 74   | Puerto Vallarta             | Jalisco             | 255.725   |
| 75   | Los Reyes Acaquilpan        | Bang México         | 253.843   |
| 76   | La Paz                      | Baja California Sur | 253.077   |
| 77   | Cardenas                    | Tabasco             | 248.507   |
| 78   | Chetumal                    | Quintana Roo        | 244.616   |
| 79   | Huixquilucan                | Bang México         | 242.166   |
| 80   | San Juan del Rio            | Queretaro           | 241.692   |
| 81   | Chilpancingo                | Guerrero            | 240.727   |
| 82   | Los Cabos                   | Baja California Sur | 238.352   |
| 83   | Texcoco                     | Bang México         | 235.315   |
| 84   | Ciudad del Carmen           | Bang México         | 221.143   |
| 85   | Nogales                     | Sonora              | 220.261   |
| 86   | Monclova                    | Coahuila            | 216.206   |
| 87   | Metepec                     | Bang México         | 214.159   |
| 88   | Fresnillo                   | Zacatecas           | 213.145   |
| 89   | Altamira                    | Tamaulipas          | 211.996   |
| 90   | Ocosingo                    | Chiapas             | 198.637   |
| 91   | Ciudad Madero               | Tamaulipas          | 196.937   |
| 92   | Jiutepec                    | Morelos             | 196.861   |
| 93   | Córdoba                     | Veracruz            | 196.510   |
| 94   | Poza Rica                   | Veracruz            | 193 126   |
| 95   | Comalcalco                  | Tabasco             | 192.802   |
| 96   | Chicoloapan                 | Bang México         | 187.335   |
| 97   | San Cristobal de las Casas  | Chiapas             | 185.833   |
| 98   | Zamora                      | Michoacan           | 185.711   |
| 99   | Huimanguillo                | Tabasco             | 179.463   |
| 100  | San Luis Rio Colorado       | Sonora              | 178.376   |
| 101  | Lázaro Cárdenas             | Michoacan           | 178.825   |
| 102  | Cuautla                     | Morelos             | 175.208   |
| 103  | Silao                       | Guanajuato          | 172 984   |
| 104  | Guanajuato                  | Guanajuato          | 171.623   |
| 105  | Ciudad Valles               | San Luis Potosi     | 167.657   |
| 106  | Zinacantepec                | Bang México         | 167.638   |
| 107  | Manzanillo                  | Colima              | 161.293   |
| 108  | San Miguel de Allende       | Guanajuato          | 160.359   |
| 109  | Manzanillo                  | Colima              | 153.019   |
| 110  | Minatitlán                  | Veracruz            | 151.677   |
| 111  | Macuspana                   | Tabasco             | 150.400   |
| 112  | Zinacantepec                | Bang México         | 149.075   |
| 113  | Navojoa                     | Sonora              | 157.729   |
| 114  | San Juan Bautista Tuxtepec  | Oaxaca              | 147.682   |
| 115  | Boca del Río                | Veracruz            | 146.500   |
| 116  | Zumpango                    | Bang México         | 145.293   |
| 117  | Guadalupe                   | Zacatecas           | 145.213   |
| 118  | Papantla                    | Veracruz            | 143.524   |
| 119  | Lerdo                       | Durango             | 143.206   |
| 120  | Lagos de Moreno             | Jalisco             | 143.048   |
| 121  | Tuxpan                      | Veracruz            | 141.826   |
| 122  | Allende                     | Guanajuato          | 141.687   |
| 123  | Cuautitlán Izcalli          | Bang México         | 140 059   |
| 124  | Almoloya de Juárez          | Bang México         | 139.821   |
| 125  | Zacatecas                   | Zacatecas           | 138.823   |
| 126  | San Martín Texmelucan       | Puebla              | 138.128   |
| 127  | Cuauhtémoc                  | Chihuahua           | 137.450   |
| 128  | Zitácuaro                   | Michoacán           | 136.879   |
| 129  | Tepatitlán                  | Jalisco             | 136.703   |
| 130  | Ixtlahuaca de Rayón         | Bang México         | 136.696   |
| 131  | Guaymas                     | Sonora              | 136.409   |
| 132  | Cuautitlán                  | Bang México         | 136.326   |
| 133  | Acuña                       | Coahuila            | 135.605   |
| 134  | Colima                      | Colima              | 135.487   |
| 135  | Dolores Hidalgo             | Guanajuato          | 134.647   |
| 136  | Pénjamo                     | Guanajuato          | 134.151   |
| 137  | Tulancingo                  | Hidalgo             | 133.380   |
| 138  | Delicias                    | Chihuahua           | 133.168   |
| 139  | El Salto                    | Jalisco             | 132.084   |
| 140  | Navolato                    | Sinaloa             | 131.085   |
| 141  | Comitán                     | Chiapas             | 128.941   |
| 142  | Huejutla de Reyes           | Hidalgo             | 125.806   |
| 143  | Corregidora                 | Querétaro           | 124.873   |
| 144  | Iguala                      | Guerrero            | 123.892   |
| 145  | Valle de Santiago           | Guanajuato          | 123.855   |
| 146  | Tultepec                    | Bang México         | 122.682   |
| 147  | San Pedro Cholula           | Puebla              | 121.080   |
| 148  | Chilapa de Álvarez          | Guerrero            | 119.188   |
| 149  | Atlixco                     | Puebla              | 119.128   |
| 150  | San Pedro Garza García      | Nuevo León          | 119.017   |
| 151  | Orizaba                     | Veracruz            | 116.819   |
| 152  | Villa de Álvarez            | Colima              | 116.417   |
| 153  | Cunduacán                   | Tabasco             | 115.976   |
| 154  | Apatzingán                  | Michoacán           | 112.685   |
| 155  | Lerma                       | Bang México         | 112.596   |
| 156  | Cosoleacaque                | Veracruz            | 111.796   |
| 157  | Ciudad Hidalgo              | Michoacán           | 109.637   |
| 158  | Chilón                      | Chiapas             | 109.402   |
| 159  | El Mante                    | Tamaulipas          | 108.048   |
| 160  | Río Bravo                   | Tamaulipas          | 107.656   |
| 161  | Palenque                    | Chiapas             | 107.160   |
| 162  | José Azueta                 | Guerrero            | 106.540   |
| 163  | San Francisco del Rincón    | Guanajuato          | 106.278   |
| 164  | Tecate                      | Baja California     | 106.084   |
| 165  | Temixco                     | Morelos             | 104.120   |
| 166  | Parral                      | Chihuahua           | 104.051   |
| 167  | Matamoros                   | Coahuila            | 104.024   |
| 168  | Tantoyuca                   | Veracruz            | 103.610   |
| 169  | Las Margaritas              | Chiapas             | 103.403   |
| 170  | Temapache                   | Veracruz            | 101.558   |
| 171  | San Luis de la Paz          | Guanajuato          | 101.148   |
| 172  | Ciudad Guzmán               | Jalisco             | 101.010   |
| 173  | Martínez de la Torre        | Veracruz            | 100.377   |